# Väinö Muinonen
Viktor « Väinö » Muinonen (né le 30 décembre 1898 à Lappee et décédé le 10 juin 1978) est un athlète finlandais spécialiste du marathon. Licencié au Vuoksenniskan Urheilijat, Väinö Muinonen mesurait 1,67 m pour 54 kg.

## Biographie

### Palmarès
| Date | Compétition           | Lieu   | Résultat | Performance       |
| ---- | --------------------- | ------ | -------- | ----------------- |
| 1936 | Jeux olympiques d'été | Berlin | 5e       | 2 h 33 min 46 s 0 |
| 1938 | Championnats d'Europe | Paris  | 1er      | 2 h 37 min 28 s   |
| 1946 | Championnats d'Europe | Oslo   | 2e       | 2 h 26 min 08 s   |

### Records
| Épreuve       | Performance     | Lieu         | Date            |
| ------------- | --------------- | ------------ | --------------- |
| 10 000 mètres | 34 min 06 s 0   | Savitaipale  | 18 août 1918    |
| Marathon      | 2 h 33 min 03 s | Vuoksenniska | 21 juillet 1946 |